# Pyrenopeziza karstenii
Pyrenopeziza karstenii är en svampart som beskrevs av Sacc. 1889. Pyrenopeziza karstenii ingår i släktet Pyrenopeziza, ordningen disksvampar, klassen Leotiomycetes, divisionen sporsäcksvampar och riket svampar.   Inga underarter finns listade i Catalogue of Life.
I den svenska databasen Dyntaxa används istället namnet Hysteropezizella karstenii för samma taxon.  Arten är reproducerande i Sverige.